# Luis Nuncio Fabrizio
Luis Nuncio Fabrizio (1925, Mar del Plata-2013, Mar del Plata) fue un destacado socialista marplatense y ocupó en dos ocasiones el cargo de Intendente de General Pueyrredón.

## Reseña biográfica
Hijo de una familia de inmigrantes italianos, Luis Nuncio Fabrizio a los quince años se sumó en a la Juventud Socialista "Jean Jaurès" del Centro Socialista de Mar del Plata, incorporándose rápidamente a la redacción del diario El Trabajo como encargado de la sección juvenil.
Tras el golpe militar de 1943 formaría la Agrupación Cultural Elevación, mediante la cual se opusieron a las autoridades militares. El surgimiento del peronismo afectó fuertemente al socialismo argentino, generando profundas divisiones a su interior.
En 1951 Fabrizio va a ser detenido por sus actividades en contra del gobierno peronista y enviado a la cárcel de Azul. [cita requerida] En 1958 va a ser electo concejal y diputado provincial por el Partido Socialista Democrático. En 1962 volvería a ser reelecto como diputado provincial, pero el golpe contra Frondizi impidió que asumiera. Ya en 1963, durante el gobierno  Arturo Illia, resultaría electo como diputado nacional, formando el bloque socialista con Américo Ghioldi, Juan A. Solari, José E. Rozas, y Eduardo Schaposnik.
En 1973 fue electo como Intendente del Partido de General Pueyrredón por un escaso margen electoral frente al FreJuLi, Fabrizio deberá gobernar en una época muy difícil. Tratando de no verse influenciado por ese contexto, el logró más importante de la gestión municipal de Fabrizio fue la construcción del Parque Industrial General Savio.
No obstante, la trayectoria política de Fabrizio y del socialismo marplatense se verían fuertemente afectada por el golpe militar de 1976 y por su relación con la dictadura. En primer lugar, Fabrizio permaneció frente al ejecutivo municipal casi dos meses tras el golpe, esperando que las autoridades militares determinasen que facción de las Fuerzas Armadas se haría cargo del gobierno. Siguiendo la línea nacional del Partido Socialista Democrático, lejos estuvo de tener una activa participación en la oposición a la dictadura. De hecho, en 1981, durante el gobierno del General Roberto Viola volvió a ser nombrado intendente por la dictadura militar, gobernando hasta el retorno de la democracia en 1983.Durante la dictadura de 1976-1983, autoproclamada "Proceso de Reorganización Nacional", el PSP mantuvo una actitud opositora respecto del gobierno de facto. El PSD, por su parte, apoyó críticamente a la dictadura, siendo Américo Ghioldi nombrado embajador en Portugal entre 1976 y 1979.
Esta colaboracionismo con el gobierno militar afectó fuertemente el desempeño electoral del PSD en Mar del Plata, perdió estrepitosamente su capacidad electoral en las elecciones de 1983. Más tarde, en reiteradas ocasiones, Fabrizio considerará esta colaboración como uno de sus principales errores políticos. Con el retorno de la democracia Fabrizio prácticamente abandonaría la actividad política. Murió el 31 de enero de 2013, tras una larga dolencia derivada de un ACV.
Ya en democracia sería señalado por su complicidad en como.jefe comunal en el  secuestros de abogados y familiares de estos, 14 personas en total, realizados por integrantes del Ejército Argentino que actuaban en forma ilegal, en el lapso entre la tarde del 6 de julio y la madrugada del 13 de julio de 1977 en la ciudad de Mar del Plata y el secuestro de seis de los secuestrados